# Collectif de photographes
Un collectif de photographes est un collectif réunissant des photographes dans le but de s'entraider dans leur carrière ou de rester indépendants face aux majors que représentent les agences photographiques. Ces collectifs prennent de plus en plus d'importance dans le monde de la photographie et peuvent aborder différents sujets tels que le photojournalisme, la photographie d'architecture, la photographie en studio ou la photographie animalière.
Exemples de collectifs de photographes :
- Groupe des XV
- Tendance floue
- Cinq de Boston
- Hipgnosis
- Vivo, collectif de photographes japonais, actif entre 1957 et 1961 ;